# Гей
Гей (на английски: gay) е синоним на хомосексуален мъж. В случаите, в които се упротребява за жена, това обикновено е в словосъчетание, което съдържа дума, даваща информация за биологичния пол на лицето: например, гей жена или гей момиче (на английски: gay woman, gay girl). Думата идва в българския от английския език.

## Етимология
Коренът на думата е свързан със старофренското (или по-точно провансалското) gai: „весел“ (както в gai saber – „веселата наука“, която според средновековните френски поети е науката за любовта), което преминава в английския език под формата gay. През XVIII век тази дума започва да се използва в английския език със значение на „разпуснат“, „който пренебрегва утвърдените норми“.
През XIX век значението на думата придобива по-негативно значение, като започва да се употребява в смисъл на „похотлив“, „развратен“. Ето защо в този период в Англия се употребяват изрази като gay woman, със значение на „весела жена“, т.е. проститутка, и gay house (буквално преведено „весела къща“), със значение на публичен дом. В този период думата все още не е съдържала значение на хомосексуален.
Значението на хомосексуален се заражда в разговорния английски език в САЩ, като от 1920 г. в американската субкултура започва да се среща употребата на думата „гей“ със значение на хомосексуален (отнесено единствено за мъже, като се запазва насмешната асоциация с израза gay woman).
През 30-те години терминът „гей“ се разбира от мнозинството от американците със значението „хомосексуален“: това става ясно от филма от 1938 година Bringing Up Baby, в който актьорът Кари Грант бива хванат поради комично недоразумение, облечен в женски дрехи. Запитан защо се е облякъл по този начин, той отговаря с раздразнение: Because I just went gay all of a sudden. („Защото току-що съвсем ненадейно станах гей!“; макар че през 30-те години думата гей в Америка е по-широка разспространена в смисъл на жизнерадостен).
Големият „скок“ в употребата на тази дума настъпва обаче едва през 1969 г. със зараждането в САЩ на едно ново движение за освобождение на хомосексуалните. Дейците в това движение отхвърлят предишните термини като „хомосексуален“ и най-вече термина „хомофилия“. Хомосексуалната общност не желае вече да бъде определяна с термини, използвани от хетеросексуалните хора, които в повечето случаи са обидни, и решава да се самоопредели (както вече са били направили чернокожите, които отхвърлят думата „негър“, избирайки на нейно място „черен“ или „чернокож“), използвайки термин от собствения си жаргон, т.е. избира да се самоопредели като „гей“. Заражда се Gay Liberation Front (GLF), съкратено на Gay lib.
По американски образец терминът „гей“ се разпространява във всички страни, където съществува движение за освобождение на хомосексуалните.
От първоначалното си значение на „горда и борческа хомосексуална личност“ (в контраст с „хомосексуалния“ от миналото) в наши дни „гей“ се употребява единствено с цел да обозначи хомосексуалната личност просто като такава, без да се вземат предвид каквито и да е политически идеи.
В английския език думата gay се употребява и за лесбийки – gay woman.

## История на мъжката хомосексуалност

### 20-ти век
Съвременното движение за гей права възниква през 60-те години на ХХ век в САЩ като част от по-широкото движение за сексуална революция и контракултура, в частност като отговор на маккартизма от 50-те години на ХХ век.